# 나기사 최고!
〈나기사 최고!〉(일본어: 渚サイコー! 나기사사이코![*])은 일본의 여성 아이돌 그룹 NMB48의 28번째 싱글 앨범으로, 2023년 10월 4일 발매되었다. 졸업할 예정인 시부야 나기사가 센터 포지션을 맡았다.